# شلة المراهقين (فلم)
شلة المراهقين فيلم مصري أنتج سنة 1973 م تدور قصته عن أربعة شبان مراهقون.

## قصة
صفوت ومحمد وزغلول وعادل، تجمعهم ظروف اجتماعية بالغة السوء، حيث الانهيار الأسرى وعدم التواصل العاطفى، يتدبرون لسرقة شقة سيدة عجوز تسكن وحدها دولت السلحدار، وأثناء السرقة تظهر العجوز فجأة وتسخر منهم وتوجه إليهم إهانة من وجهة نظرهم، وتتحول السرقة إلى جريمة قتل، يهرب كل منهم في طريقه، يطارد البوليس الشبان الأربعة، يتم القبض على زغلول، وهو شاب كان يميل إلى المرح رغم معاملة أبيه القاسية له، كما يتم القبض على عادل الذي كان يريد المال كى يمنع حبيبته زيزى من مجالسة زبائن الكباريه وكذلك ارتياد الكباريهات، وبعد مطاردات أخرى يقرر محمد ابن المحامى الشهير شوكت أن يسلم نفسه بعد أن ماتت حبيبته سميره أثناء الولادة، بينما ينتحر صفوت بعد أن وجد أخاه شكرى قد خطب حبيبته نانا. ويتم القبض على بقية الشباب

## بطولة
- ميرفت أمين (ناني)
- أحمد رمزي (شكري أخو صفوات
- مريم فخر الدين (الهام ام ناني
- عماد حمدي (شوكت أبو م...)
- محمد رضا (أبو زغلول)
- شفيق نور الدين (أمين الدمن...)
- حبيبة (جلاديس أبو جودة) (زيزي)
- حمدى حافظ (محمد)
- فاروق يوسف (زغلول)

الإخراج: نيازى مصطفى